# Trans-Atlantische Vrijhandelszone

Voorgestelde TAFTA-zone :
VS en EU in donkerblauw, overige kandidaat-leden in lichtblauw (NAFTA en EVA)

De Trans-Atlantische Vrijhandelszone (Transatlantic Free Trade Area, TAFTA) is een voorstel om een grote trans-Atlantische vrijhandelszone te vormen die Europa en Noord-Amerika omvat. De eerste ontwerpen hierover dateren uit de jaren '90.  Sedert 2013 wordt actief onderhandeld over een specifiek verdrag, het Trans-Atlantisch Vrijhandels- en Investeringsverdrag (TTIP). Deze geplande vrijhandelszone zou samen met bestaande vrijhandelsverdragen met Canada, Mexico en de Europese Vrijhandelsassociatie, een groot deel van het Europese en Noord-Amerikaanse continent omvatten.
Gelet op de lage gemiddelde douanetarieven in deze zone (minder dan 3%), heeft de vrijmaking van de handel vooral betrekking op de niet-tarifaire handelsbelemmeringen. Die bestaan vooral uit douaneformaliteiten en binnenlandse reguleringen, meer bepaald standaarden, en beschermingsmaatregelen inzake veiligheid en consumentenbelangen.

## Transatlantic Economic Council
In het kader van het vrijhandelsoverleg is de Transatlantische Economische Raad (Transatlantic Economic Council, TEC) opgericht, een overlegorgaan tussen de Verenigde Staten en de Europese Unie om de economische samenwerking te versterken.
De Raad werd opgericht door een overeenkomst die op 30 april 2007 werd ondertekend op het Witte Huis, door toenmalig VS-president George W. Bush, Voorzitter van de Europese Raad Angela Merkel en EU-Commissievoorzitter José Manuel Barroso.
De Raad komt in principe minstens eenmaal per jaar bijeen, en wordt gezamenlijk voorgezeten door een hoge vertegenwoordiger van de VS-regering, en een lid van de Europese Commissie. Tot haar bevoegdheden behoren onder meer overleg inzake verkeersveiligheid, alternatieven voor dierproeven in de sector van de cosmetica, en technologie. Sedert de start van de TTIP-onderhandelingen is de Raad niet meer op het hoogste niveau samengekomen, maar wordt de samenwerking op technisch niveau voortgezet.

## Trans-Atlantische dialoog
Na het einde van de Koude Oorlog werden in de jaren '90 diverse diplomatieke initiatieven genomen om de relaties  tussen de Verenigde Staten en Europa op economisch, sociaal, cultureel en wetenschappelijk gebied verder aan te halen, zoals de Transatlantic Declaration van december  1990 met de Verenigde Staten en met Canada. Men wilde ook de recente Oost-Europese democratieën bij het proces betrekken. In 1995 werd de New Transatlantic Agenda opgesteld, die nog steeds de basis vormt voor de wederzijdse relaties. In dit kader worden verschillende “Dialogen” gevoerd, een vorm van geïnstitutionaliseerd overleg.

### Transatlantic Business Dialogue
De Trans-Atlantische Bedrijvendialoog (TransAtlantic Business Dialogue, TABD) werd in 1995 opgericht, en in 2013 opgenomen in de Trans-Atlantic Business Council.

### Transatlantic Consumer Dialogue
De Transatlantic Consumer Dialogue (TACD) werd opgestart in september 1998, in het kader van het (New) Transatlantic Economic Partnership 1998. De TACD groepeert meer dan 75 leden, en houdt jaarlijks een “Stakeholder Forum”.  

### Transatlantic Environment Dialogue
De Transatlantic Environment Dialogue (TAED) werd opgericht in mei 1999, en formuleerde aanbevelingen inzake milieu en klimaat voor de VS-EU-top in Lissabon. In november 2000 staakte het zijn werkzaamheden, naar eigen zeggen door gebrek aan financiering vanuit de VS.

### Transatlantic Labour Dialogue
De Transatlantic Labour Dialogue (TALD) bestond in 2001 uit een samenwerking tussen de opleidingsteams van het Europese ETUC en het Amerikaanse AFL–CIO, en was vooral bedoeld om het contact te bevorderen tussen werknemers van multinationale ondernemingen.

### Transatlantic Legislators' Dialogue
De  Transatlantic Legislators' Dialogue (TLD) gaat terug op interparlementaire contacten sedert 1972, en bestaat sedertdien uit halfjaarlijkse (sedert 2013 slechts jaarlijkse) vergaderingen en tussentijdse contacten tussen (leden van) het Europees Parlement en het Amerikaans Congres. Aangezien wetgevend werk vooral in commissies tot stand komt, wordt ook op dit niveau intensief overlegd.